# أرنب إفريقيا الوسطى
أرنب أفريقيا الوسطى (الإسم العلمي:Poelagus marjorita)، هو نوع من الثدييات يتبع فصيلة الأرانب ضمن رتبة الأرنبيات. وهو النوع الوحيد في جنسه، يستوطن بعض مناطق وسط إفريقيا.